# Isolezwe

Isolezwe est un quotidien sud-africain en langue zouloue édité à Durban par le groupe Independant News and Media. Le rédacteur en chef Thulani Mbathi décrit leur marché cible comme "le zoulou moderne… Quelqu'un qui peut rentrer chez lui dans les zones rurales pour abattre une vache aux amadlozi [les ancêtres], mais est tout aussi à l'aise pour emmener sa famille dîner à l'extérieur et regarder un film dans un centre commercial ",. 

## Histoire
En juin 2004, Isolezwe a lancé son édition en ligne, les autres publications indépendantes l'ont alors décrit comme le premier site Web d'informations en langue zoulou,. Au cours des cinq années qui ont suivi sa fondation, il a obtenu de bien meilleurs résultats que les quotidiens sud-africains de langue anglaise indépendants, passant d'un tirage de moins de 30 000 exemplaires à plus de 95 000, selon les chiffres du Bureau d'audit des circulations (en). Une grande partie de leur diffusion consiste en des ventes à l'unité plutôt qu'en des abonnements. Il a poursuivi sa performance au premier trimestre de 2010, avec une augmentation de 34% de la diffusion à 104 481, en opposition à la baisse de 2,3% des ventes à l'échelle de l'industrie générale. Le tirage pour leur édition du dimanche, Isolezwe ngeSonto, a également atteint 71 219 exemplaires. Le rédacteur en chef Mbathi a crédité cette croissance aux articles d'intérêt humain (en) et aux nouvelles locales, tandis que le co-directeur général Brian Porter a mentionné le contenu éditorial et le sport comme des « ingrédients essentiels » .

## Langue
Isozwele est connu pour utiliser une forme plus urbaine de zoulou, contrairement à son concurrent Ilanga, qui se décrit comme utilisant une « forme plus pure » de la langue. 